# Splošni pravni akt
Splošni pravni akt je pravni akt, ki svojih naslovljencev ne imenuje poimensko, ampak jih splošno opiše, po njihovih bistvenih značilnostih.

#### Tipični splošni pravni akti so:
- ustava
- lep del mednarodnega prava, zlasti predpisi EU
- vsi zakoni
- splošni podzakonski akti, npr. navodila oz. pravilniki ministrtva
- splošni akti nosilcev javnih pooblastil

Zgornji so predpisi, tj. splošni pravni akti obveznega značaja. Sprejmejo jih lahko le državni organi, organi lokalnih skupnosti in nosilci javnih pooblastil.
- zasebni splošni akti, npr. splošni pogoji bank in zavarovalnic.

Pomen splošnosti je v tem, da zagotavlja enako obravnavanje vseh, ki so v bistvenih lastnostih enakih oz. različno obravnavanje vseh, ki so v bistvenih značilnostih različni. (načelo enakopravnosti).
Pojem je razvit zlasti v nemški pravni terminologiji (in v državah, ki se zgledujejo po Nemčiji, tudi naša).

## Primer
Obligacijski zakonik v členu 131 (Podlage za odgovornost) denimo določa:
(1) Kdor povzroči drugemu škodo, jo je dolžan povrniti, če ne dokaže, da je škoda nastala brez njegove krivde.
Vsakdo, ki
- drugemu
- povzroči škodo
- in ne dokaže, da je nastala brez njegove krivde

je škodo dolžan povrniti.
Torej je pravna posledica (je škodo dolžan povrniti) vezana na vsakogar, ki izpolni gornje tri bistvene značilnosti oz. zakonske znake (še: zakonski dejanski znak).
In kako do odškodnine? Potreben je konkretni pravni akt. To je lahko kar izpolnitev obveznosti (realni akt - povričitelj plača brez vprašanj), lahko je poravnava, lahko pa da je potrebno tožiti. V slednjem primeru bo sodišče izdalo sodbo, v kateri bo zapisalo, da je Janez dolžan povrniti 100 soldov v 8 dneh, ker je dne 31.12.1999 Petru z avtom poškodoval ograjo..